# Crataegus consanguinea
Crataegus consanguinea är en rosväxtart som beskrevs av Chauncey Delos Beadle. Crataegus consanguinea ingår i hagtornssläktet som ingår i familjen rosväxter. Inga underarter finns listade i Catalogue of Life.